# Ë
Ë (minuskule ë) je písmeno latinky. Vyskytuje se v nizozemštině, francouzštině, katalánštině, lucemburštině, afrikánštině, kašubštině, albánštině, velštině a dalších jazycích. V morseově abecedě má písmeno Ë kód ..–.. a v Unicode mají písmena Ë a ë tyto kódy: Ë U+00CB a ë U+00EB.

## Výslovnost

### V nizozemštině
Píše se pouze ve skupině IË, a čte se jako JE (ale IE se čte jako í)

### Ve francouzštině
Ve francouzštině se Ë čte jako české e a ruší výslovnost spřežky (slovo Noël se vyslovuje /nɔεl/, ale Noel by se vyslovovalo /nœl/ (jako „nöl“ v němčině).

### V albánštině
V albánštině se vyslovuje jako šva (ə).

### V kašubštině
V kašubštině se vyslovuje jako šva (ə) (stejně jako v albánštině).

#### V ostatních jazycích
V jiných jazycích se čte buď jako české e (ε), nebo jako šva (ə).

## Ë v angličtině
Oficiálně v angličtině žádné ë není, ale velmi výjimečně se vyskytnout může. Čte se stejně jako ve francouzštině. Používá ho například americký magazín The New Yorker. Další příklad je příjmení Brontë (ve jménech spisovatelek Charlotte, Anne a Emily Brontëové).